# Toot & Puddle
Toot & Puddle è un cartone animato statunitense-canadese basata sulla serie di libri di Holly Hobbie e prodotta da Mercury Filmworks, National Geographic Kids e trasmessa su Treehouse dal 16 novembre 2008 al 22 aprile 2009. In Italia è stato trasmesso su Boomerang dal 1º dicembre 2008. La serie è composta da un'unica stagione per un totale di 52 episodi.

## Doppiaggio
| Personaggio | Doppiatore originale | Doppiatore italiano |
| ----------- | -------------------- | ------------------- |
| Toot        | Joanne Vannicola     | Federico Bebi       |
| Puddle      | Samantha Reynolds    | Mattia Nissolino    |
| Opal        | Taylor Barber        | Bianca Portone      |
| Tulip       | Linda Ballantyne     | Micaela Incitti     |